# Sérgio Valle Duarte
 Sergio Valle Duarte, connu aussi comme Sergio Duarte, né le 26 septembre 1954 à São Paulo, est un artiste multimédia et photographe brésilien.

## Biographie
Autodidacte, il vit à São Paulo. Entre 1972 et 1974, il a travaillé en tant qu'acteur dans des publicités télévisées pour Campari et  Nestlé, une multinationale suisse.
En raison de la dictature militaire au Brésil, en 1976 , il a déménagé à Londres où il a travaillé comme assistant à Rex Features Agence internationale Photographic Press.
Comme photographe indépendant, dès 1977, il suit les bandes  pop The Who, Tangerine Dream, Genesis, Deep Purple, ZZ Top. La même année, le magazine brésilien Geração Pop publie une série de photographies exclusives de Duarte sur les Rolling Stones, qu'il réalise à Londres. De 1978 à 1990, il collabore, en Europe et en Amérique du Sud avec les magazines Claudia, Playboy, Vogue, Sony Style, avec l'agence Getty Images (1980-2005) et pour des magazines de photo d'art , Collector's Magazine, États-Unis en juillet 1987 - Zoom (magazine) France, numéro 121, Special Brésil 2, avril 1984 - Zoom (magazine) Italie, numéro 61, juin 1986 et numéro 139 novembre décembre 1995 -  Newlook France, numéro 26 octobre 1985 et la Newlook États-Unis numéro anniversaire mai 1986.
Comme artiste multimédia, dès 1970 il participe à l'exposition visionnaire New Media Art Multimédia 70/80 avec le triptyque Huile Vidéo curateur Deysi Piccinini à Armando Alvares Penteado Fondation et l'exposition  L'intrigue du Goût un autre regard sur le quotidien, à l'installation Julio Plaza Amusement électronique avec le projet Video Hypnosis à la Fondation Biennale , São Paulo, 1985. Duarte expérimente de nouvelles techniques aussi en utilisant des images électrophotographiques. À l'avance, avec une de ses recherches, il a l’intuition dans les années soixante-dix de la lecture complète du ADN et même de sa future écriture: à ses portraits, donc, il attache des brins de cheveux de ses modèles afin de permettre un éventuel leur futur clonage (comme dans le cas de la top model Gianne Albertoni). Cette série d'œuvres, qui prend le nom de Eletrografias e Fotografias com Fios de Cabelo para Futura Clonagem (Électrophotographies et Photographies avec Brins de Cheveux pour Clonage avenir) Bio-art est présent, entre autres travaux de Duarte, dans nombreuse collections publiques.

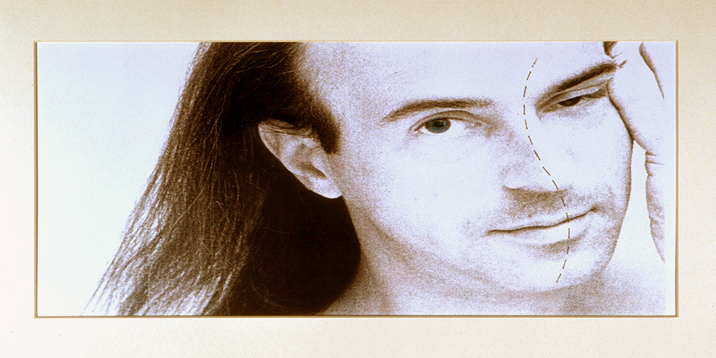
Yin-Yang 1988 - Bio-art sur électrophotographie.

En raison d'une fuite dans le toit de son atelier d'artiste dans la Rue de Printemps pendant une tempête d'été dans les années 1990, une grande partie de son travail a été détruit ; il est rare de trouver des œuvres analogiques avant cette période.
Inspiré à la tradition surréaliste, l’originalité de Sergio Valle Duarte se trouve dans les couleurs fantastiques et dans la richesse de détails de son travail. Irrévérent, mais loin de toute forme de drame, avec une souple ironie ludique, toujours en mouvement, dansent, volent, tournent, presque qu'elles aient une sorte d’envie de sortir de la photo. L'artiste authentifie chacune de ses  œuvres d'art avec l'empreinte du pouce.
Duarte consacre son travail de recherche et d'expression personnel, interprétant librement les sacrés et profanes.

## Collections publiques
- Musée d'Art Moderne de San Paolo[7],[5] Brésil.
- Itaú Cultural[5], San Paolo, Brésil.
- Musée d'art moderne de Rio de Janeiro[2], Rio de Janeiro, Brésil.

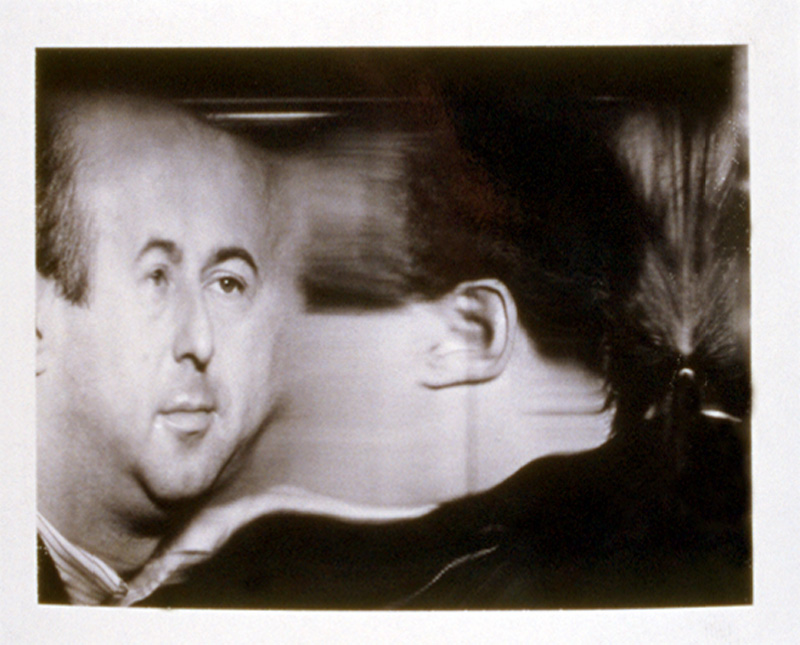
Periperial strip photography portrait of Sergio Valle Duarte, New York 1990 -Vu par Andrew Davidhazy, Rochester Institute of Technology.

- Musée d'Arte Brasileira da Fundação Armando Alvares Penteado, San Paolo, Brésil.
- Musée Afro Brasil, San Paolo, Brésil.
- Musée français de la photographie, Bièvres, France.
- Yokohama Museum of Art, Collections publiques Yokohama, Japon.
- Musée de l'Élysée[2], Lausanne, Suisse.
- Museum für Fotokopie, Mülheim, Allemagne.
- Museo de la Solidaridad Salvador Allende Santiago, Chili.
- Museo Internacional d'Electrografia, MIDE, Cuenca, Espagne.
- Centro Nacional d’Investigación, Documentación e Información d'Artes Plásticas, Cidade do México, Mexico.
- Collection Gilberto Chateaubriand, Musée d'Arte Moderna do Rio de Janeiro, Brésil.
- Collection Bert Hartkamp, Amsterdam, Netherlands.
- Collection Joaquim Paiva, Musée d'Arte Moderna do Rio de Janeiro, Brésil.

## Galerie

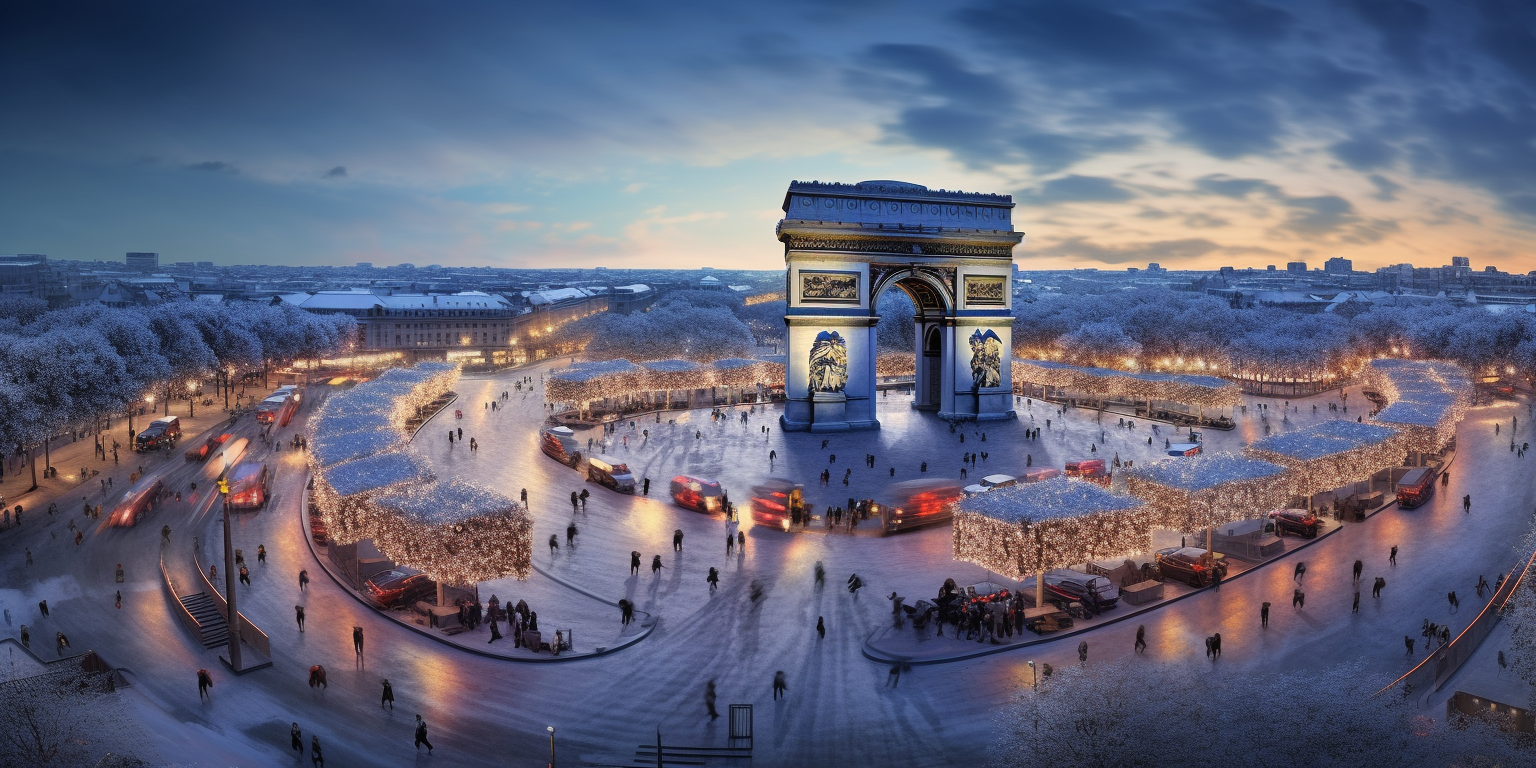
Christmas at Arc de Triomphe 2023
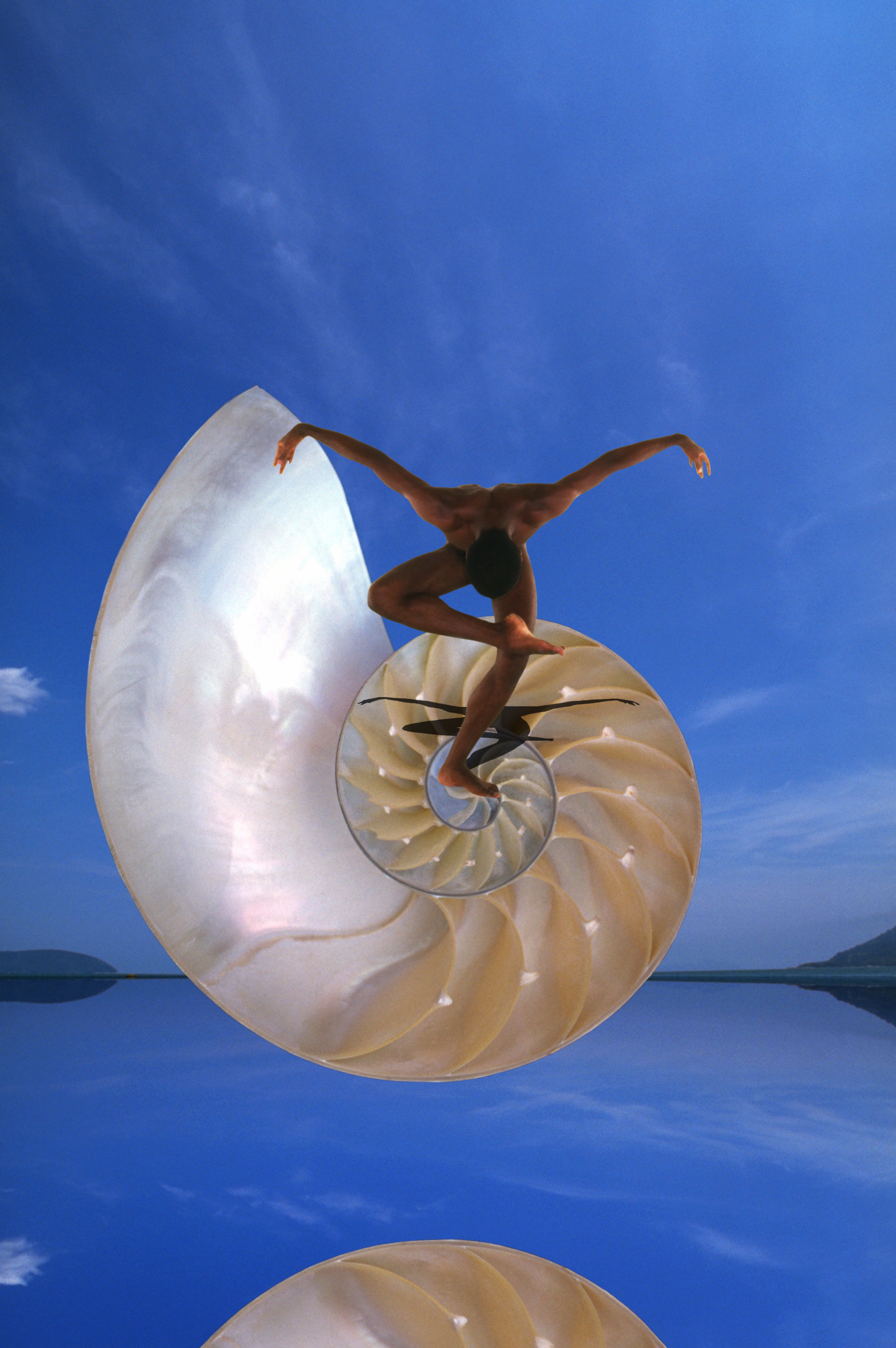
A Reveres 1996.
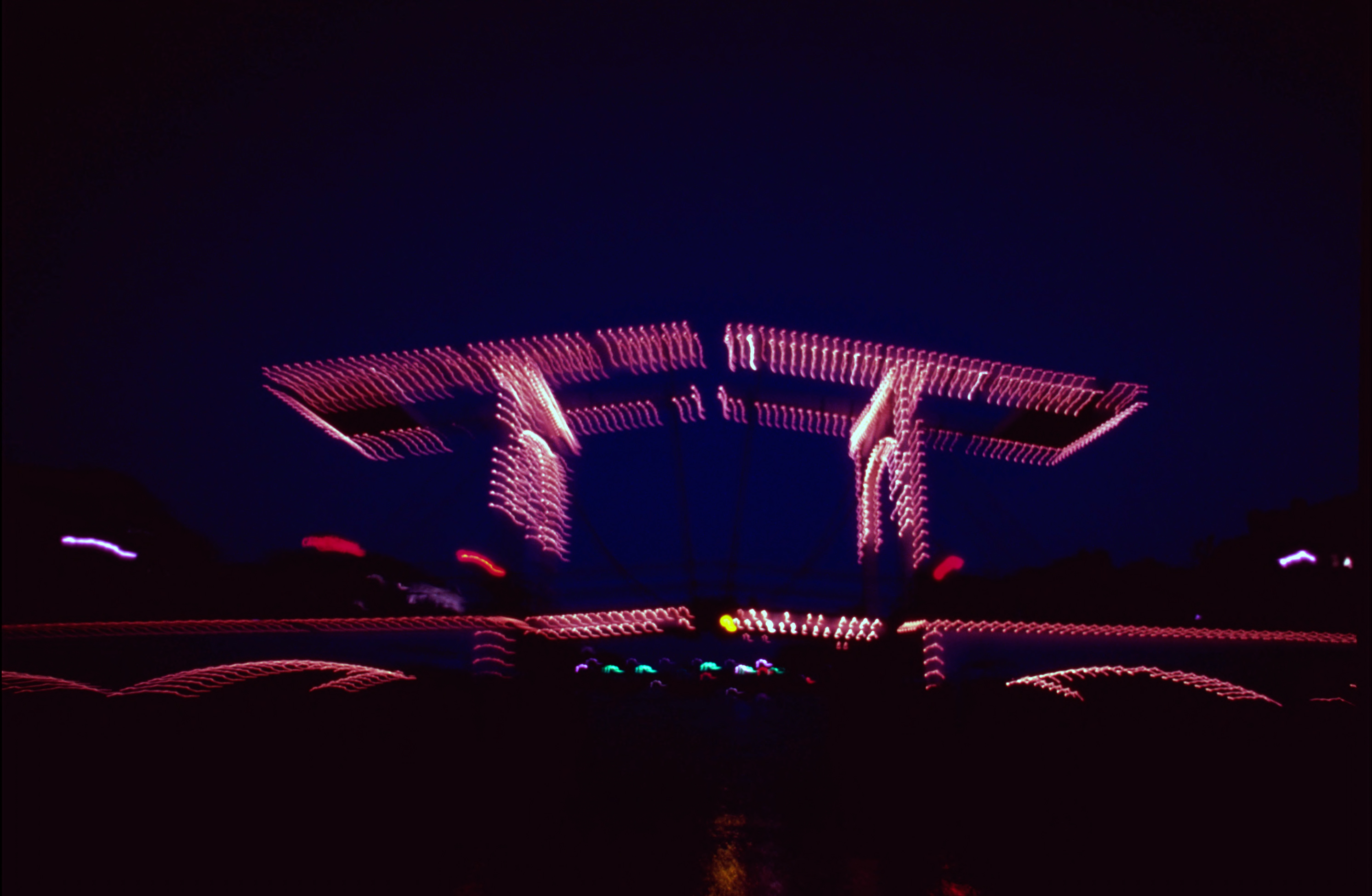
Magere Brug Amsterdam, Skinny Bridge, 1988.
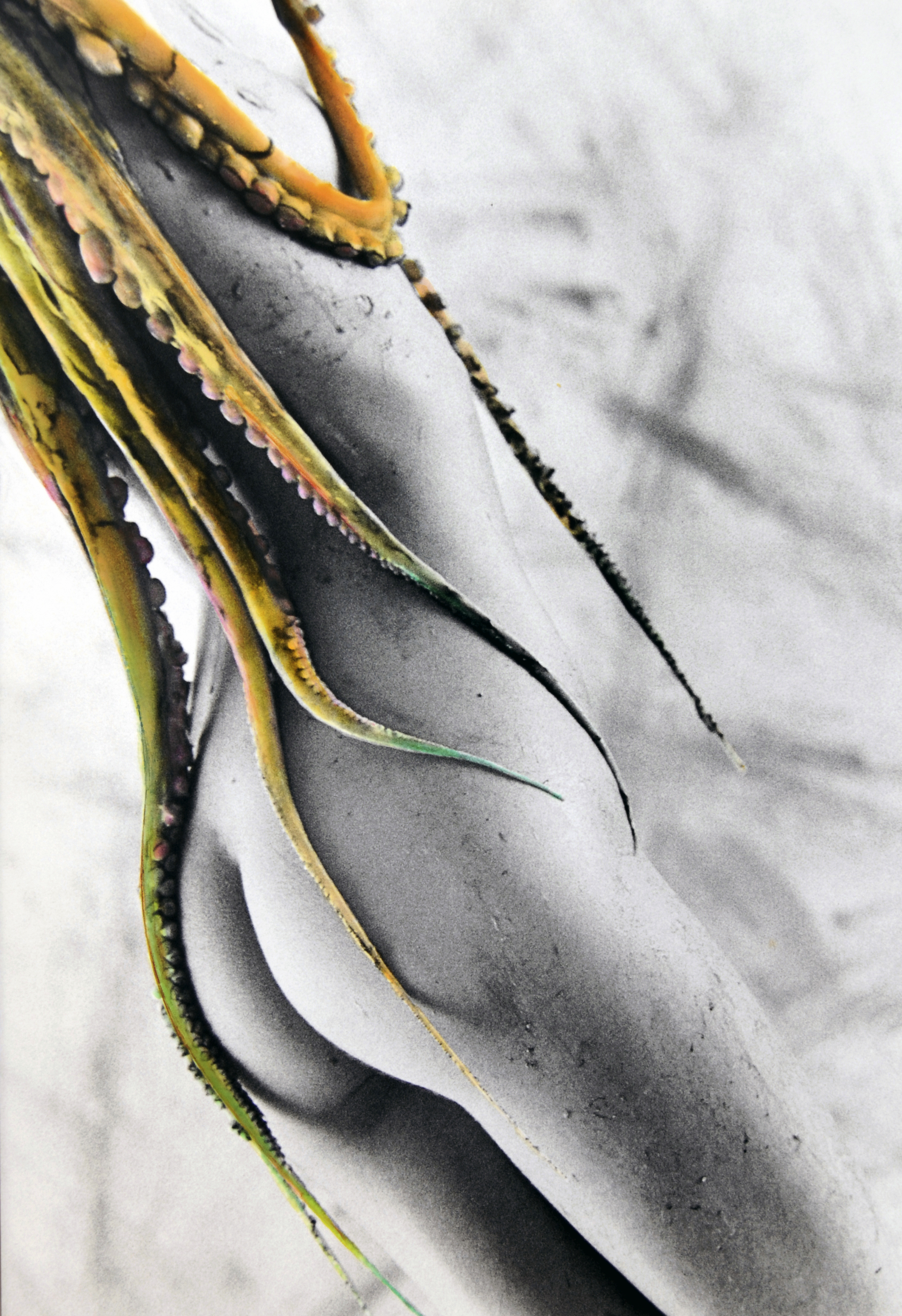
Relecture de Le Rêve de la femme du pêcheur 1988.
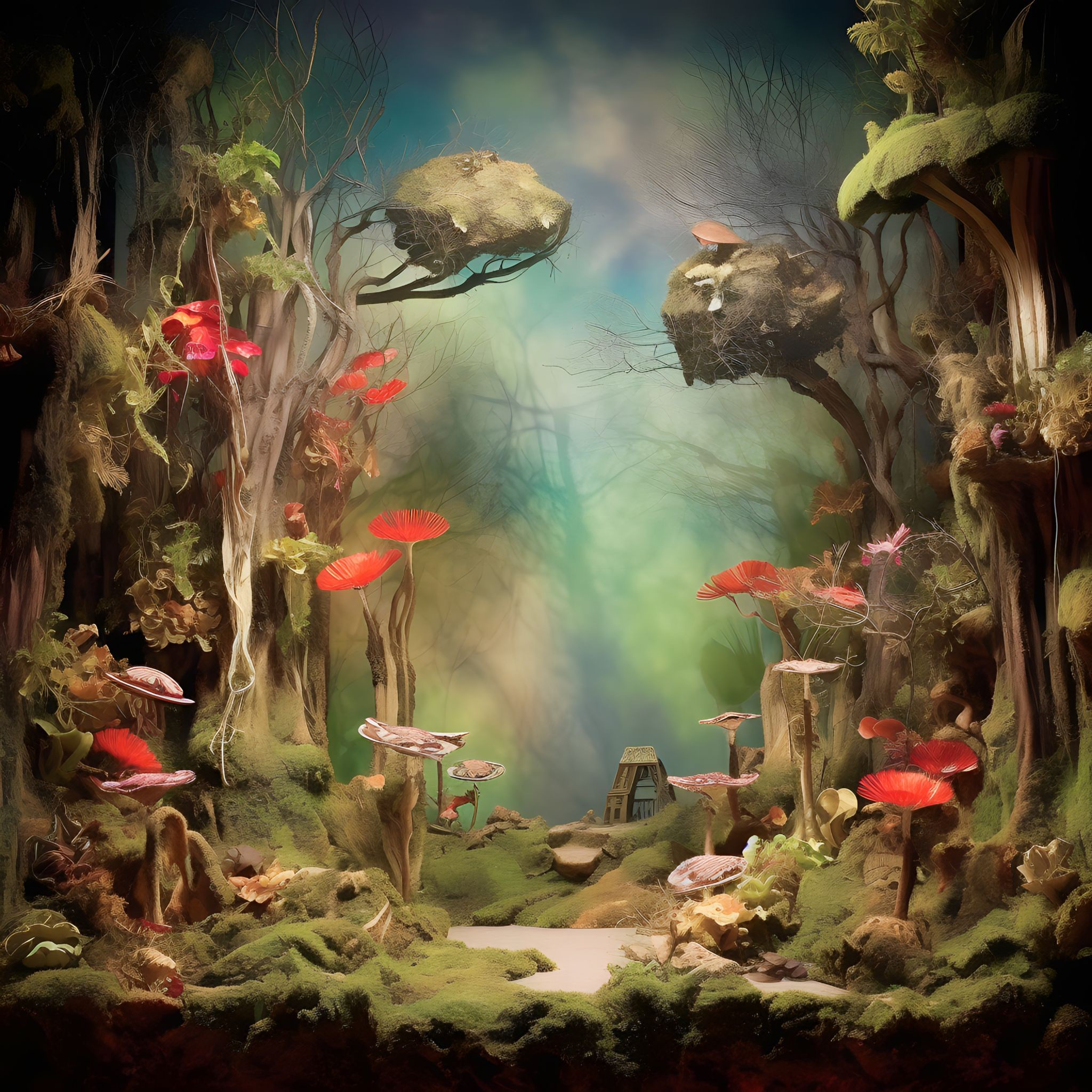
Lieu fictif créé par une prompt de Sergio Valle Duarte -A.I.
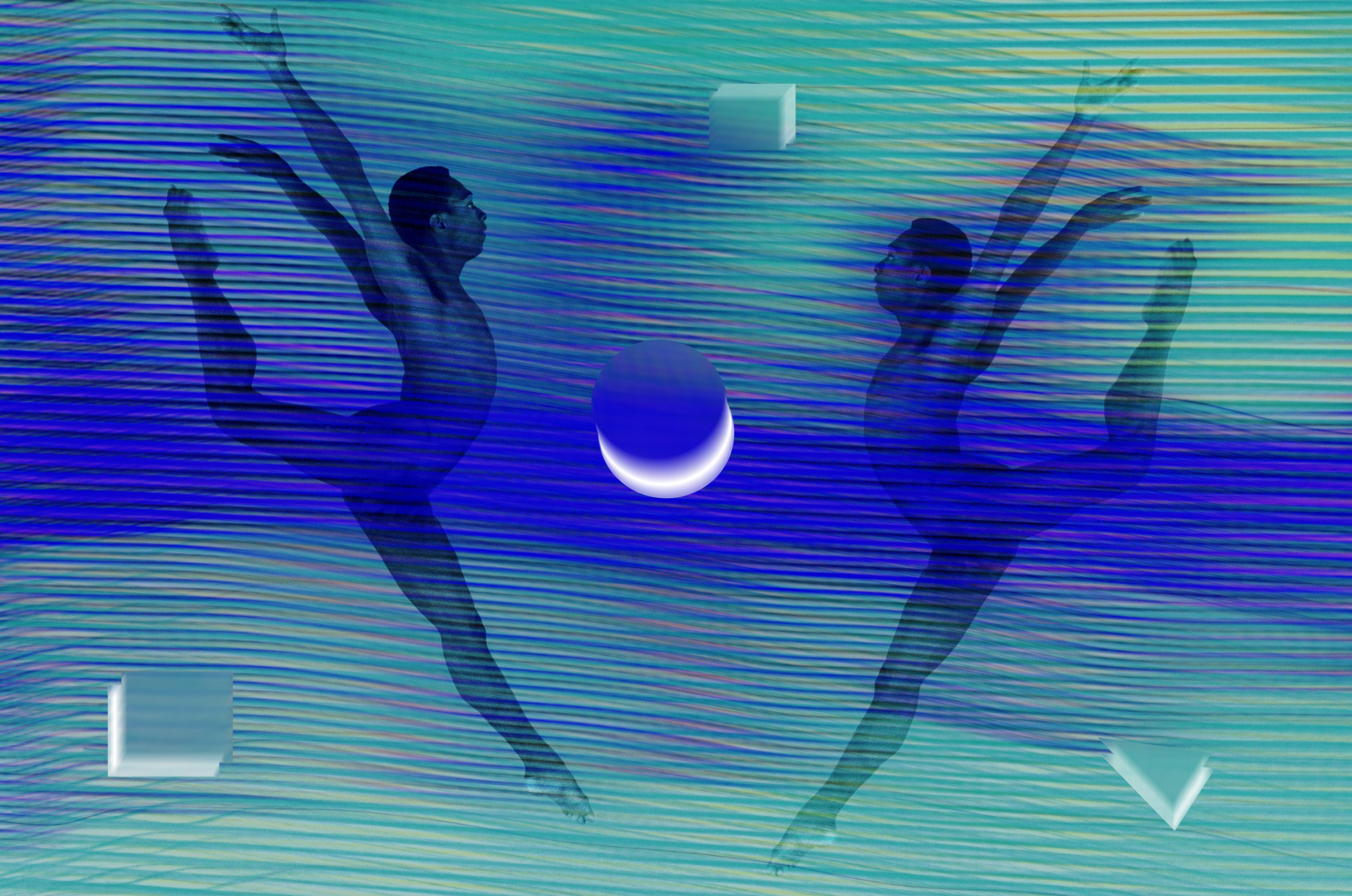
Clonage - Jumeaux 1990.
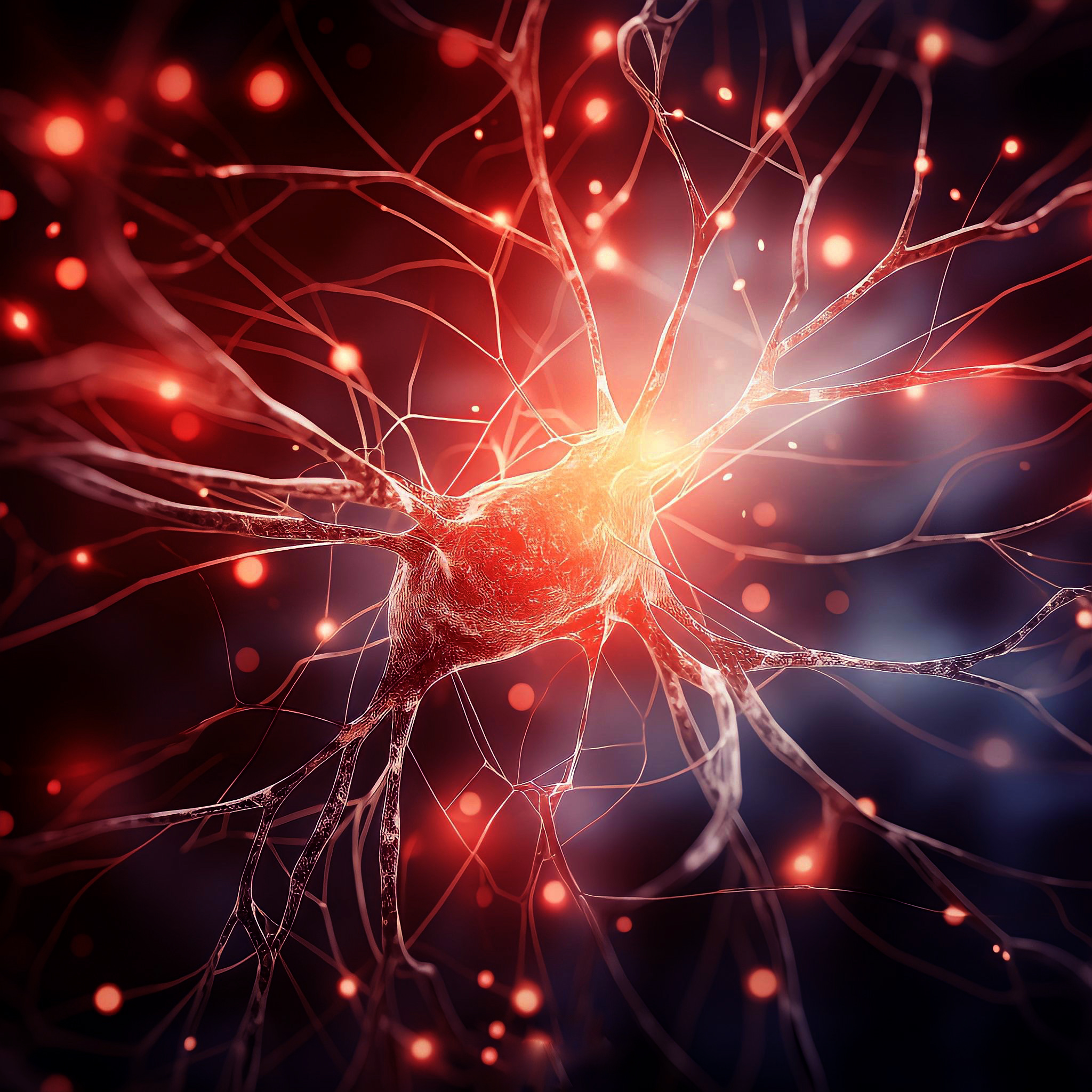
A.I. orgasme synaptique
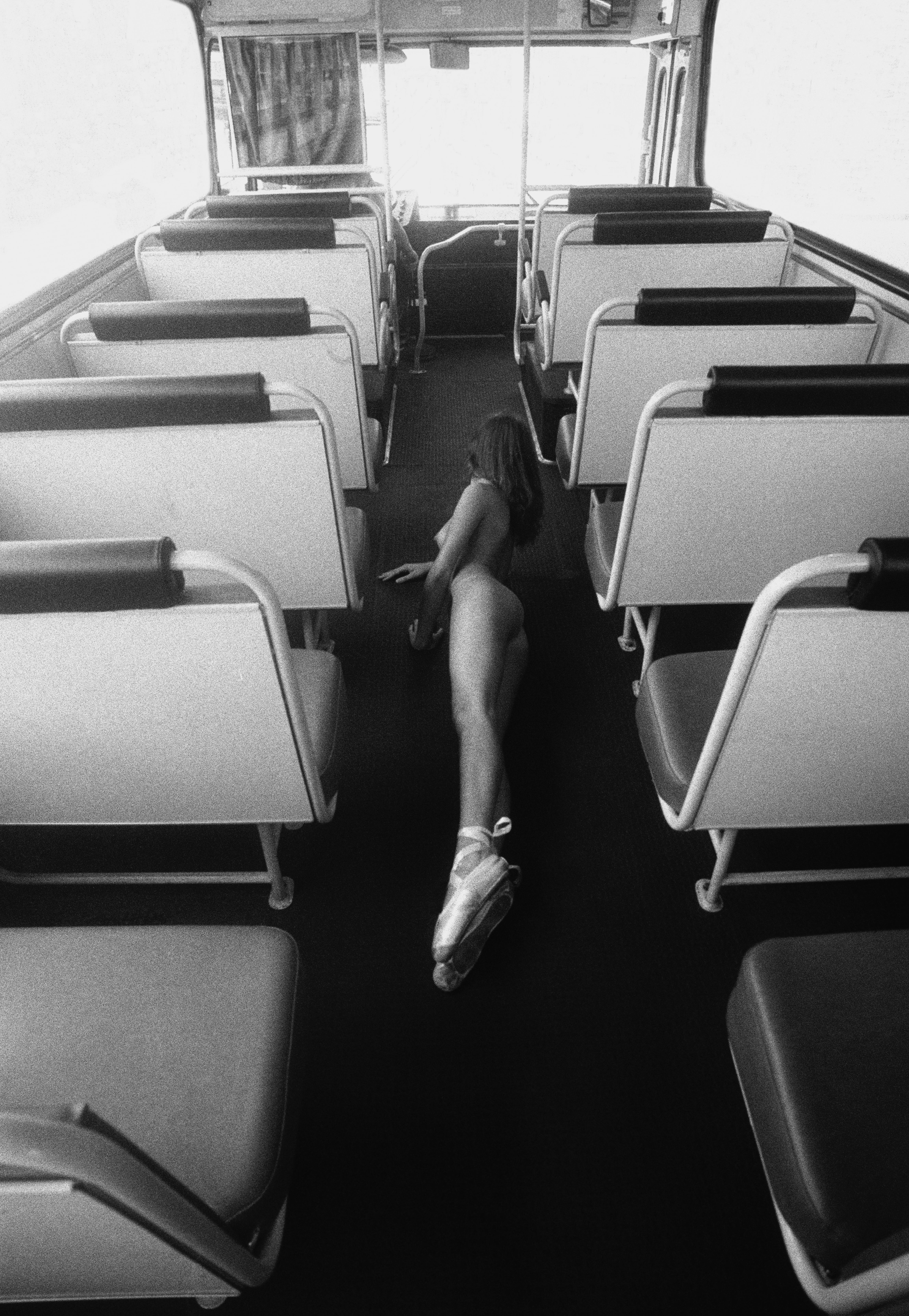
Le rêve du conducteur 1985 Collection  Musée d'Art Moderne de San Paolo [7].
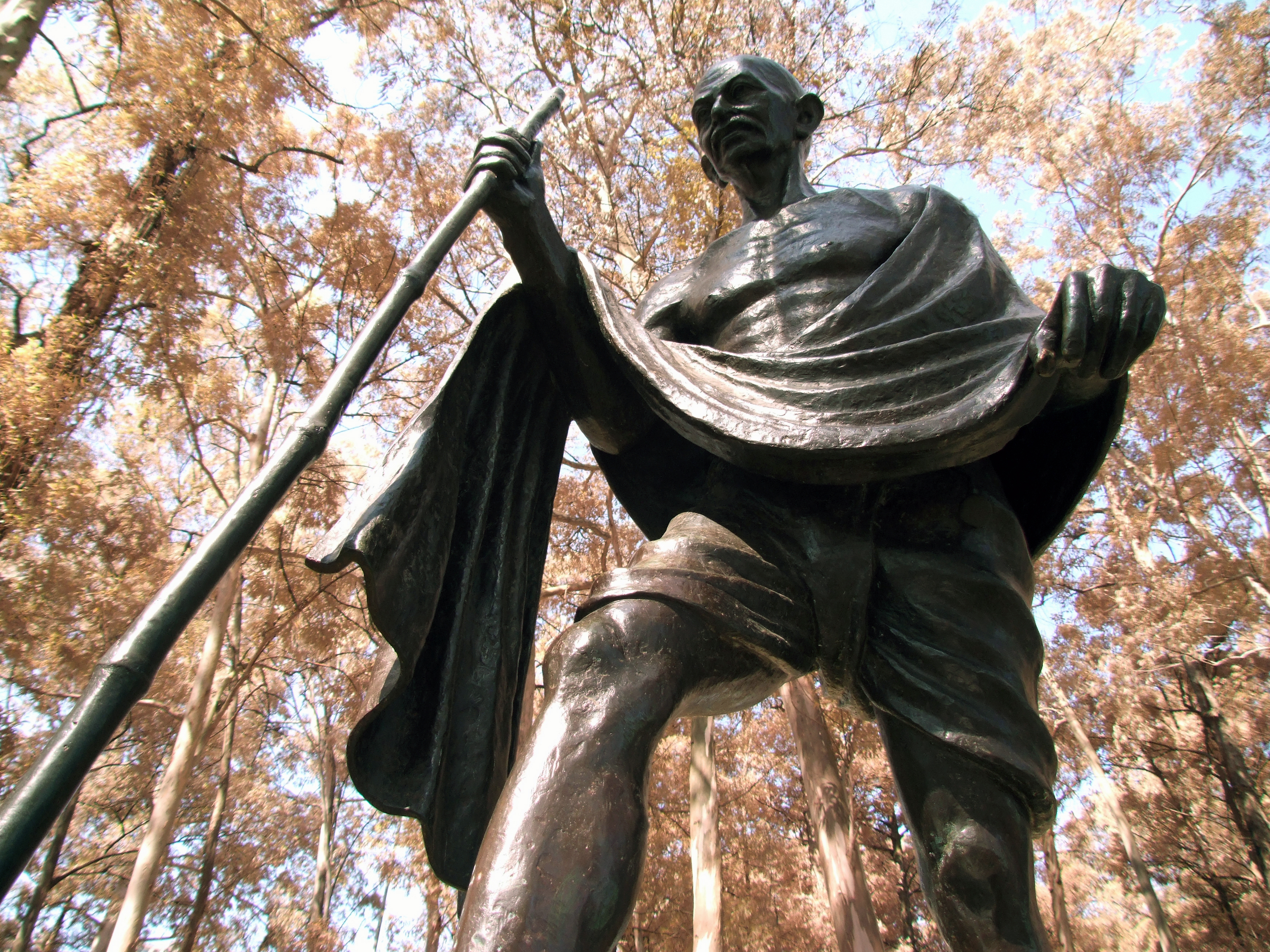
Gandhi, Parque do Ibirapuera, San Paolo, (Brésil) by Gautam Pal, 2006.
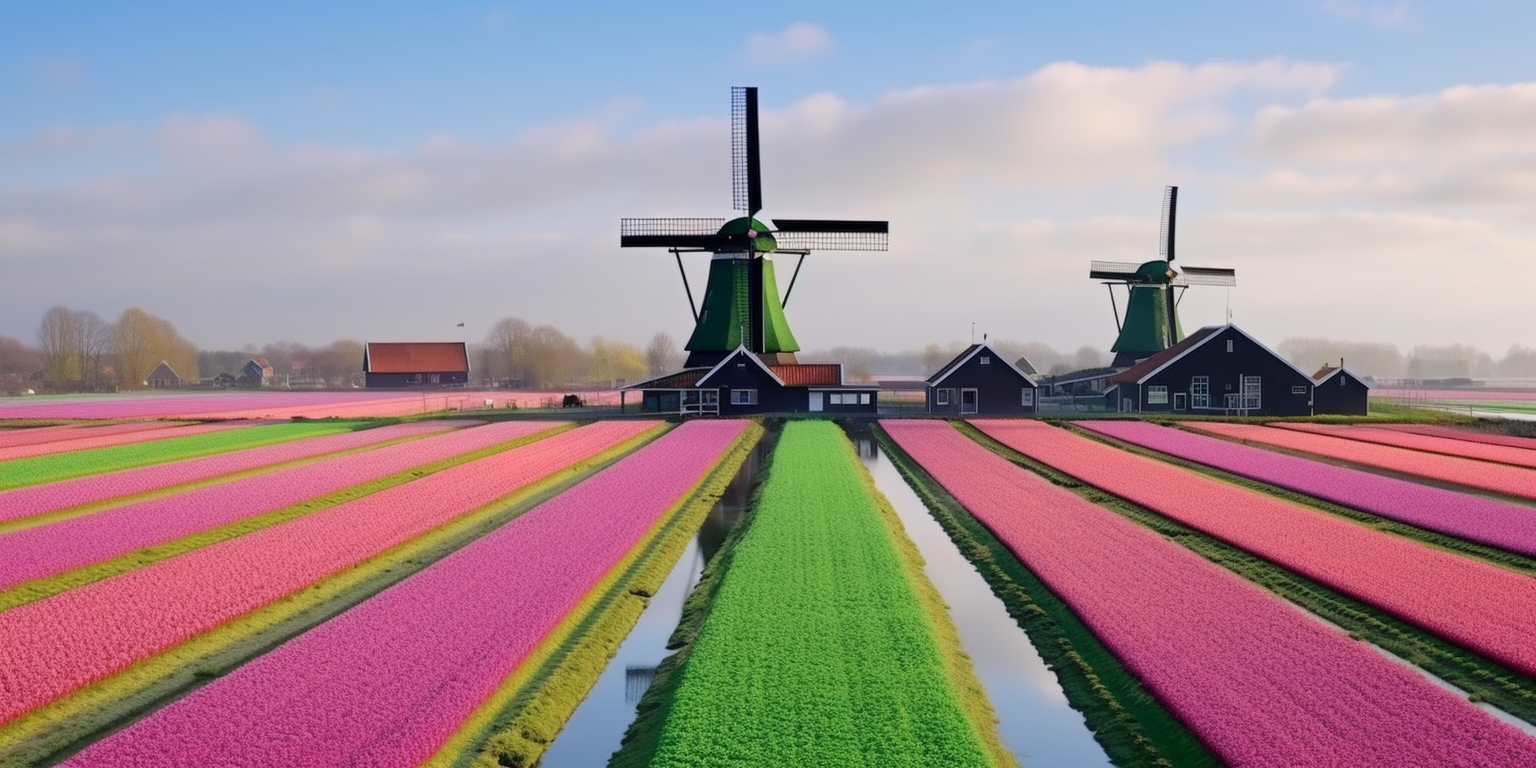
1 Zaanse Schans, Amsterdam
A Moment  merveilleux 1980. Huile sur toile.
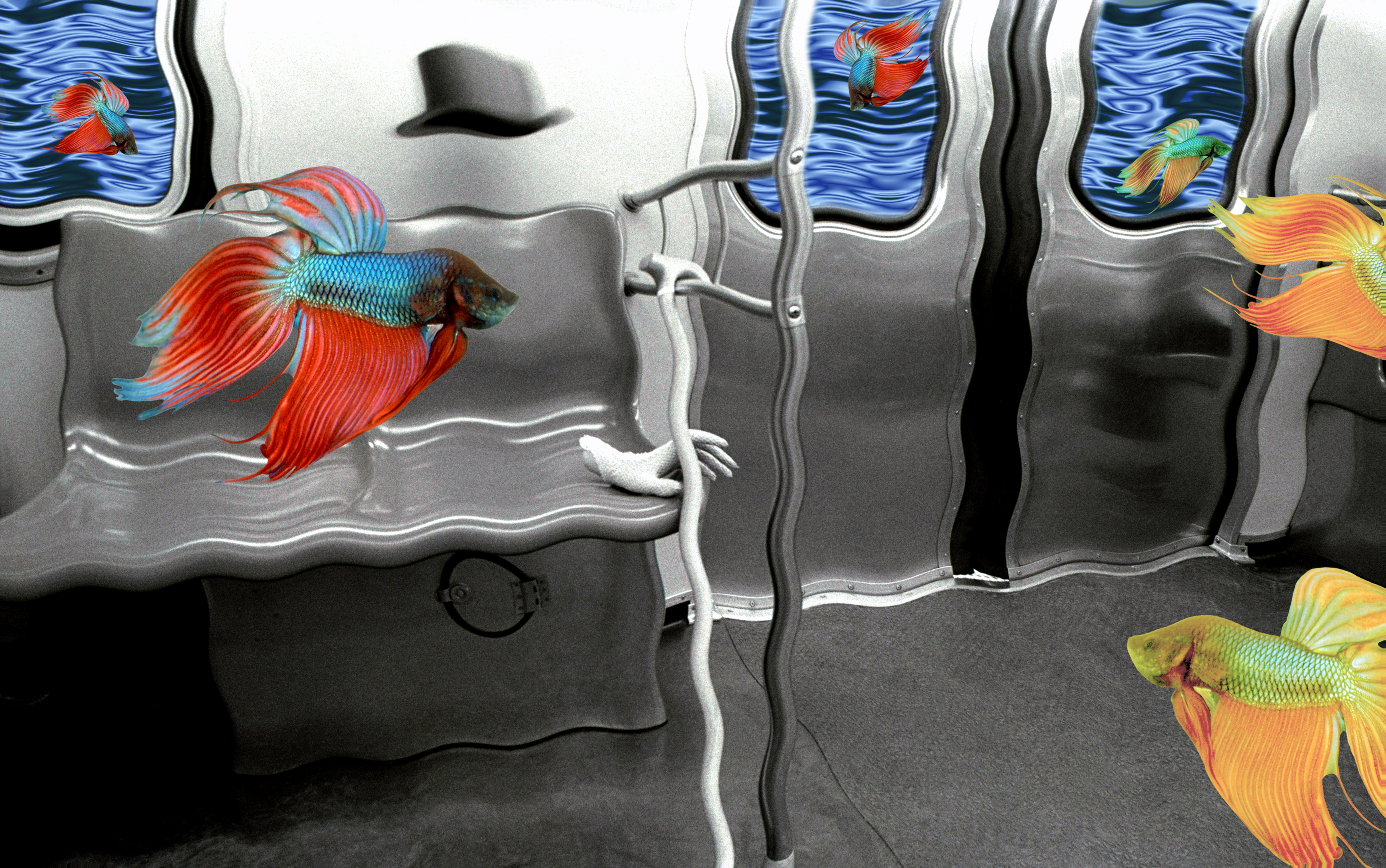
Sergio Valle Duarte avec des amis.
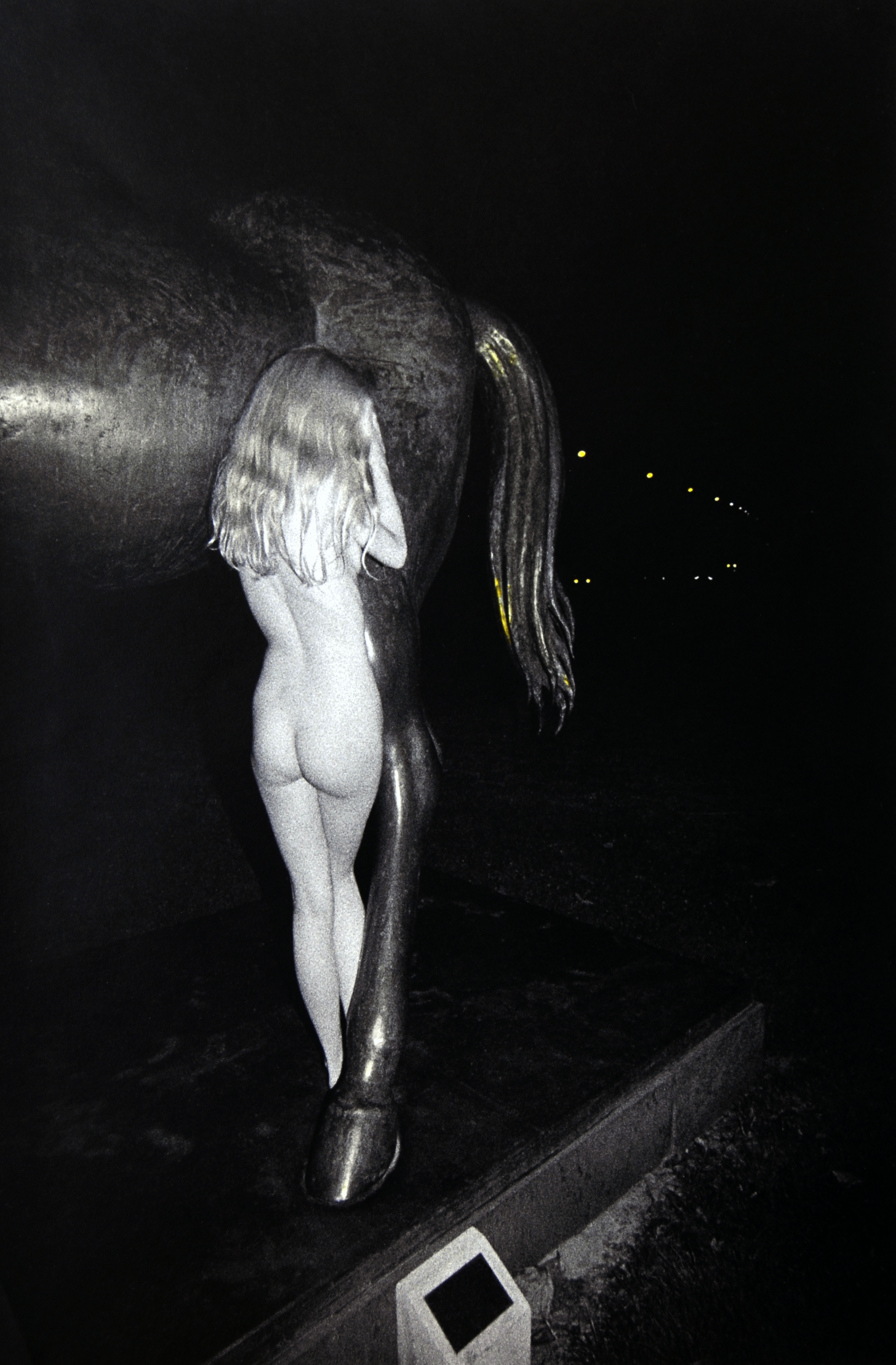
Equus (pièce de théâtre) 1989.